# Richard Lefebvre des Noëttes
Richard Lefebvre des Noëttes (1856-1936) va ser un oficial francès així com historiador de la tecnologia primerenc.

## Biografia
Després de la seva retirada anticipada de l'exèrcit francès el 1901, Lefebvre va dedicar el seu temps als estudis tecnològics, aleshores un camp força nou, convertint-se en un dels principals defensors de l'impacte negatiu de l'esclavitud en el progrés tecnològic de l'antiguitat clàssica. Tot i que les veus discordants van sorgir ja als anys trenta, les seves opinions primitivistes sobre la tecnologia de tracció antiga van tenir un èxit considerable als anys cinquanta i seixanta del segle passat, quan autoritats com la medievalista Lynn White i el sinòleg Joseph Needham, però també molts classicistes, van confiar en la seva investigació de manera bastant acrítica.. També va ser un bon amic de Jean Francois Champollion

## Controvèrsia
Basant-se en un reexamen exhaustiu de les evidències pictòriques, gran part no disponibles a l’època de Lefebvre, així com en l’arqueologia experimental, acadèmics moderns com Georges Raepsaet han refutat els descobriments de Lefebvre, en particular la seva subestimació flagrant de les capacitats de les antigues arades i la tracció de cavalls. La seva depreciació del timó clàssic a favor del timó medieval muntat a popa també ha donat pas a una interpretació més equilibrada que sosté que els dos sistemes difereixen més aviat en els tipus d'avantatges que ofereixen. Molt a diferència de Lefebvre, els estudis recents han subratllat generalment, dins dels límits productius característics de totes les societats agrícoles premodernes, el caràcter innovador de la tecnologia romana i grega.